# Ergis
Ergis Spółka Akcyjna est une entreprise polonaise du secteur de l'industrie chimique, spécialisée dans la transformation des matières plastiques et dans la fabrication des produits en PVC, PET et PE. La société est cotée à la Bourse de Varsovie.
L'entreprise commercialise les films étirables en LLDPE (y compris les films nanoERGIS,), films plastifiés d’isolation et films spéciaux en PVC, films rigides pour aliments et médicaments en PET, PET/PE et PVC et bandes de cerclage en PET, granulats en PVC, films plastiques stratifiés pour aliments, flocons PET, films BOPP. Le siège social de la société est situé à Varsovie, par contre les établissements de production à Wąbrzeźno et Oława. Les filiales du groupe ont leurs sièges à Wąbrzeźno, Nowy Sącz, Berlin et Płock.

## Histoire
En 1922 l'usine de feutre a été fondé à Wąbrzeźno (Pologne). En 1926, les actionnaires de l'usine ont accepté de le vendre à l'industrie polonaise du caoutchouc Pe-Pe-Ge de Grudziądz. En 1950, l'entreprise d'état « Pomorskie Zakłady Tworzyw Sztucznych w Wąbrzeźnie » a été créé. L'entreprise a été spécialisée dans le traitement du polychlorure de vinyle et dans la production de films en PVC souple . 
En 1998 le dénomination sociale a été changé en Ergis Spółka Akcyjna. La création du Groupe Ergis a eu lieu à la suite de la restructuration de ZTS Erg Wąbrzeźno et de la reprise de Schüpbach-Erg Sp. z o.o. et Delpak Sp. z o.o., puis la fusion de Ergis S.A., ZTS Erg-Oława SA et Cefol-Erg SA en 1999.
La société Eurofilms Polska Grupa Ergis Sp. z o.o. a été créé en 2000 comme une coentreprise avec la société Eurofilms. En 2003, la contrôle du Groupe ERGIS a été repris par Finergis sp. z o.o – la société créée avec la participation du Fonds DBG EE, du Président du Conseil d’administration M. Tadeusz Nowicki et du Président du Conseil de surveillance M. Marek Górski. Depuis 2006 Eurofilms SA a été cotée à la Bourse de Varsovie.
À la suite de la fusion d'Ergis SA avec Eurofilms SA, la création de la société Ergis-Eurofilms SA a eu lieu en 2007. Dans la même année Ergis-Eurofilms SA a repris d'entreprise Flexergis sp. z o.o. et deux entreprises allemandes: MKF-Folien GmbH et Schimanski GmbH. En 2013 Ergis-Eurofilms a acquis d'une participation majoritaire dans CS Recycling Sp. z o.o., dont l'activité est le recyclage des plastiques. En 2014 le dénomination sociale d'Ergis-Eurofilms SA a été changé en Ergis SA.
Ergis SA est membre de l'Union polonaise de la plasturgie.

## Groupe d'entreprises
Ergis SA est la société mère du groupe d'entreprises Ergis, rassemblant entre autres les sociétés suivantes :
- Division Films Rigides[9] : MKF-Ergis Sp. z o.o., MKF-Ergis GmbH et Schimanski-Ergis GmbH. La Division Films Rigides fabrique les films en PVC, PET et les films stratifiés en PVC/PE et PET/PE, utilisés généralement par les fabricants d’emballages pour aliments et médicaments.
- Flexergis Sp. z o.o. – le fabricant de films plastiques stratifiés imprimés pour les aliments.
- CS Recycling Sp. z o.o. – la société de recyclage des matières plastiques.
- Numeratis Sp. z o.o. – la société spécialisée dans la gestion de la comptabilité, du personnel et de la paie.
- Transgis Sp. z o.o.